# Johann Adam Möhler
Johann Adam Möhler (Igersheim, 6 aprile 1796 – Monaco di Baviera, 12 aprile 1838) è stato un teologo tedesco di religione cattolica.

## Biografia
Nato a Igersheim (Württemberg) Möhler fu ordinato sacerdote nel 1819. Divenne libero docente (1822), professore straordinario (1826) e poi ordinario (1828) a Tubinga di storia ecclesiastica; nel 1835 passò a Monaco, insegnandovi anche esegesi neotestamentaria.

## Opere
Nonostante la brevità della sua vita, il Möhler fu uno dei più insigni rappresentanti della teologia cattolica in Germania nel XIX secolo, e specialmente di quella scuola di storia del cristianesimo che sorse a Tubinga sotto l'influenza del Romanticismo e in reazione alla corrente hegeliana. La Chiesa vi è considerata come un organismo vivente, che per l'impulso vitale ricevuto dal suo fondatore assume continuamente nuove forme e nuove idee, senza mai rendersi estranea allo spirito primitivo.
La sua opera principale, in cui espone questa sua teoria, particolarmente in contrapposto al protestantesimo, è Symbolik oder Darstellung der dogmatischen Gegensätze zwischen Katholiken und Protestanten (Magonza 1832; molte volte ristampato e tradotto in varie lingue). Essa suscitò grande interesse in ogni campo e parecchie risposte dal campo protestante, fra cui quella di Ferdinand Christian Baur (Tubinga 1834), al quale Möhler replicò con Neue Untersuchungen der Lehrgegensätze zwischen den Katholiken und Protestanten (Tubinga 1834; e spesso in seguito). Fra gli altri suoi scritti ricordiamo Die Einheit in der Kirche oder das Prinzip des Katholizismus (Tubinga 1825; ultima ed., Magonza 1925); Athanasius der Grosse (Magonza 1827). Furono raccolte postume, a cura dell'amico Döllinger, le Gesammelte Schriften (voll. 2, Ratisbona 1839-40).